# The Film That Changed My Life
The Film That Changed My Life (Filmul care mi-a schimbat viața) (cunoscută și ca The Film That Changed My Life: 30 Directors on Their Epiphanies in the Dark - Filmul care mi-a schimbat viața: 30 de regizori despre epifaniile lor în întuneric) este o carte de non-ficțiune, o colecție de interviuri compilată de jurnalistul, autorul și editorialistul de film american Robert K. Elder⁠(d). Cartea prezintă interviuri cu treizeci de regizori celebri care împărtășesc povești despre filmele care le-au afectat cariera și stilurile lor de a regiza.

## Lista de capitole
1. Edgar Wright⁠(d) despre Un vârcolac american la Londra
2. Rian Johnson despre Annie Hall
3. Danny Boyle despre Apocalipsul acum
4. Bill Condon⁠(d) despre Bonnie și Clyde
5. Richard Kelly⁠(d) despre Brazil
6. Peter Bogdanovich despre Cetățeanul Kane
7. John Dahl despre Portocala mecanică
8. Henry Jaglom⁠(d) despre 8½
9. Brian Herzlinger⁠(d) despre ET: The Extra-Terrestrial
10. Alex Gibney⁠(d) despre Les anges exterminateurs
11. Kimberly Peirce⁠(d) despre Nașul
12. Steve James⁠(d) despre Harlan County U.S.A.⁠(d)
13. Austin Chick⁠(d) despre De-a lungul vremii[4]
14. Guy Maddin⁠(d) despre Vârsta de aur[5]
15. Michel Gondry despre Le voyage en ballon[6]
16. Michael Polish⁠(d) despre  A fost odată în America
17. Arthur Hiller despre Roma, oraș deschis
18. Pete Docter⁠(d) despre Luna de hârtie[7]
19. Atom Egoyan⁠(d) despre Persona
20. Gurinder Chadha⁠(d) despre Purab Aur Pachhim⁠(d) și O viață minunată
21. Richard Linklater⁠(d) despre Taurul furios
22. Jay Duplass⁠(d) despre S-a furat Arizona
23. John Woo despre Rebel fără cauză și Crimele din Mica Italie
24. John Landis⁠(d) despre A șaptea călătorie a lui Sinbad
25. Kevin Smith despre Slacker⁠(d)[8][9]
26. Chris Miller despre Adormitul
27. Neil LaBute⁠(d) despre Pielea catifelată[10]
28. George A. Romero despre The Tales of Hoffmann⁠(d)
29. Frank Oz despre Stigmatul răului
30. John Waters⁠(d) despre Vrăjitorul din Oz[11]